# Beverly Buchanan
Beverly Buchanan (8 de outubro de 1940   - 4 de julho de 2015) foi uma artista afro-americana cujas obras incluem pintura, escultura, vídeo e land art. Buchanan é conhecida por sua exploração da arquitectura vernácula do sul através da sua arte.